# Coppa del Presidente degli Emirati Arabi Uniti 2023-2024
La Coppa del Presidente degli Emirati Arabi Uniti 2023-2024 è stata la quarantasettesima edizione della competizione a cui partecipano le migliori 31 squadre degli Emirati Arabi Uniti. Il torneo è iniziato il 2 settembre 2023 ed è terminato il 17 maggio 2024 con la finale.
La squadra campione in carica è lo Sharjah, che nell'edizione 2022-2023 ha conquistato la sua decima coppa. Il titolo è stato vinto dall'Al-Wasl, che ha sollevato la coppa per la terza volta nella sua storia.

## Primo turno preliminare
| Squadra 1        | Risultato       | Squadra 2 |
| ---------------- | --------------- | --------- |
| 2 settembre 2023 |                 |           |
| Gulf United      | 2 – 2 (3-4 dtr) | United FC |

## Secondo turno preliminare
| Squadra 1       | Risultato       | Squadra 2          |
| --------------- | --------------- | ------------------ |
| 14 ottobre 2023 |                 |                    |
| Fujairah        | 0 – 1           | Dibba Al-Fujairah  |
| Masafi Club     | 1 – 2           | Al Jazira Al Hamra |
| Masfut          | 1 – 3           | Al-Dhaid           |
| Al Dhafra       | 2 – 3 (dts)     | Al-Uruba           |
| 15 ottobre 2023 |                 |                    |
| Dibba Al Hisn   | 3 – 0           | Al-Ramms           |
| Al Hamriyah     | 1 – 2           | Abtal Al Khaleej   |
| Al Arabi        | 3 – 0           | Al-Taawon          |
| United FC       | 2 – 2 (3-4 dtr) | Dubai City         |

## Terzo turno preliminare
| Squadra 1          | Risultato       | Squadra 2        |
| ------------------ | --------------- | ---------------- |
| 11 novembre 2023   |                 |                  |
| Dibba Al-Fujairah  | 4 – 0           | Al-Uruba         |
| Al Jazira Al Hamra | 3 – 0           | Al-Dhaid         |
| 12 novembre 2023   |                 |                  |
| Dibba Al Hisn      | 3 – 1 (dts)     | Dubai City       |
| Al Arabi           | 2 – 2 (4-2 dtr) | Abtal Al Khaleej |

## Quarto turno preliminare
| Squadra 1         | Risultato | Squadra 2          |
| ----------------- | --------- | ------------------ |
| 3 dicembre 2023   |           |                    |
| Dibba Al Hisn     | 0 – 1     | Al Arabi           |
| Dibba Al-Fujairah | 1 – 0     | Al Jazira Al Hamra |

## Ottavi di finale
| Squadra 1        | Risultato   | Squadra 2         |
| ---------------- | ----------- | ----------------- |
| 16 febbraio 2024 |             |                   |
| Al-Jazira        | 1 – 0       | Al Arabi          |
| Hatta Club       | 0 – 1       | Ajman             |
| 17 febbraio 2024 |             |                   |
| Al-Wasl          | 7 – 1       | Emirates          |
| Sharjah          | 2 – 1       | Al-Bataeh         |
| Al-Nasr          | 1 – 0       | Khor Fakkan       |
| 18 febbraio 2024 |             |                   |
| Ittihad Kalba    | 3 – 0       | Dibba Al-Fujairah |
| Shabab Al-Ahli   | 2 – 1 (dts) | Baniyas           |
| Al-Ain           | 1 – 0       | Al-Wahda          |

## Quarti di finale
| Squadra 1     | Risultato | Squadra 2      |
| ------------- | --------- | -------------- |
| 2 aprile 2024 |           |                |
| Ajman         | 1 – 2     | Al-Nasr        |
| Al-Jazira     | 0 – 3     | Al-Wasl        |
| 3 aprile 2024 |           |                |
| Sharjah       | 3 – 4     | Shabab Al-Ahli |
| Ittihad Kalba | 2 – 1     | Al-Ain         |

## Semi-finale
| Squadra 1      | Risultato  | Squadra 2      |
| -------------- | ---------- | -------------- |
| 30 aprile 2024 |            |                |
| Al-Wasl        | 4 – 1      | Ittihad Kalba  |
| 1 maggio 2024  |            |                |
| Al-Nasr        | 4 – 3(dts) | Shabab Al-Ahli |

## Finale
| al-'Ayn 17 maggio 2024 | Al-Wasl | 4 – 0 referto | Al-Nasr | Stadio Hazza bin Zayed |